# Municipio de Colley
El municipio de Colley (en inglés: Colley Township) es un municipio ubicado en el condado de Sullivan en el estado estadounidense de Pensilvania. En el año 2000 tenía una población de 647 habitantes y una densidad poblacional de 4 personas por km².

## Geografía
El municipio de Colley se encuentra ubicado en las coordenadas 41°31′30″N 76°14′44″O / 41.52500, -76.24556.

## Demografía
Según la Oficina del Censo en 2000 los ingresos medios por hogar en la localidad eran de $23,542 y los ingresos medios por familia eran $33,333. Los hombres tenían unos ingresos medios de $28,036 frente a los $20,417 para las mujeres. La renta per cápita para la localidad era de $10,979. Alrededor del 45,6% de la población estaban por debajo del umbral de pobreza.